# 新里奇港 (佛罗里达州)
新里奇港（英語：New Port Richey），是美国佛罗里达州帕斯科縣下属的一座城市。建立于1924年。面积约为11.9平方公里（约合4.6平方英里）。根据2010年美国人口普查，该市有人口14,911人。论人口在本州排行第123。